# Hang Luồn (Kim Bảng)
Hang Luồn Ao Rong là hang luồn dạng karst trong dãy núi đá vôi ở vùng đất xã Liên Sơn thị xã Kim Bảng tỉnh Hà Nam, Việt Nam .
Hang Luồn được phát hiện sau một thời gian khai thác đá đã mở đường đến vùng cửa hang .

## Vị trí
Đường vào Hang Luồn theo quốc lộ 12A cách Phủ Lý cỡ 11 km, đến ngã ba tại nơi xã Thi Sơn giáp xã Liên Sơn, rẽ hướng nam đi cỡ 0,5 km theo đường bộ hoặc suối.
Hang Luồn dài khoảng 400 m, rộng vừa đủ cho một thuyền chở khách. Cuối hang là ao Rong rộng khoảng 300 mẫu. Tên gọi "ao Rong" do đầm có nhiều rong và súng, và thường bị viết lỗi thành ao Dong. Hiện Du lịch Hà Nam đã tổ chức tham quan du lịch "Hang Luồn Ao Rong" .